# Alcázar de los Reyes Cristianos
Alcázar de los Reyes Cristianos (čeština: Hrad křesťanských monarchů, arabština: القصر), známý také jako Alcázar z Córdoby, je středověká pevnost nacházející se v historickém centru Córdoby ve španělské Andalusii, u řeky Guadalquivir v blízkosti velké mešity. Tato pevnost sloužila jako jedno z primárních sídel Isabely I. Kastilské a Ferdinanda II. Aragonského. Stavbu si objednal španělský král Alfons XI. Kastilský v roce 1328. Pevnost byla vybudována na místě původní římské stavby Al-Andalusian Alcázar, která byla určená pro římského guvernéra a celníků. Alcázar v Córdobě, který je součástí historického centra města Córdoba byl v roce 1931 prohlášen za kulturní světové dědictví. V roce 1994 prohlášeno za součást světového dědictví UNESCO.

## Al-Andalusian Alcázar
Pevnost Al-Andalusian Alcázar, známá také jako Caliphal Alcázar nebo Umayyad Alcázar byla vybudována na místě původního vizigotského paláce, který následně vystřídala římská pevnost a tu nahradil muslimský pevnostní palác. Z této stavby se dochovaly se pouze některé části, včetně kalifových lázní, dnes přestavěných na muzeum. Název Al-Andalusian Alcázar nahradil původní název Caliphal Alcázar. Pevnost byla sídlem vlády Al-Andalus (arabsky: الأندلس, což je historický arabský název pro oblast Pyrenejského poloostrova ovládaného ve středověku muslimy a rezidence córdobských emírů a chalifů od příchodu muslimů v 8. století do dobytí Córdoby křesťanskými vojáky v roce 1236. V areálu o rozloze 39 000 m² byly nejen budovy různých úřadů, neboť se odtud řídil chod státu, ale i soukromé rezidence emírů a chalífů. Z tohoto období jsou známy jen názvy některých jeho paláců a zahrad a to díky historikovi al-Maqqariovi, který shromáždil informace od ibn Baskuwal:
Emírové uskutečnili v alcázaru skutečné zázraky; vybudovali mimořádné památky a krásné zahrady, které byly napájeny vodou přivedenou z kopců kolem Córdoby.
Córdobský emír Abd ar-Rahmán III. z dynastie Umajjovců nechal postavit město Medina Azahara. Ani poté Alcázar neztratil svou roli soudního dvora. Emír nechal přistavět malý domek, ve kterém bylo drženo několik lvů, kteří podle zdrojů byli určeni k mučení vězňů. Emír také navrhl nové vodní potrubí a také Dar al-Rawda (zahradní dům), poblíž kterého se nacházel královský hřbitov. Po křesťanském dobytí Španělska ztratil Alcázar svou funkci středu politické moci. Stal se náboženským centrem. Na pozůstatcích původních zdí Alcázaru byl vystavěn biskupský palác. Stavba využila zbytky zdí pevnosti. Stále je lze rozeznat na fasádě Episcopal Palace a stejně tak na paláci Palacio de Congresos. Z malého nádvoří, které je přístupné z hlavního nádvoří paláce je vidět jedna z věží, která chránila severní stěnu Alcázaru. Dochovali se pouze Caliphal Baths, tedy kalifovy lázně, nacházející se v Campo Santo de los Mártires.
Pokud jde o Sabbat, zmizel po přestavbě samotného Alcázaru;.Na západní fasádě mešity je však ještě vidět – téměř na rohu severní fasády – malé dveře, které umožňovaly přístup do stěnového výklenku v mešitě zvaného kibla (Qibla) z této chodby, stejně jako půdorys, vyznačený na podlaze.

## Historie
V raných středověku byla na místě dnešního Alcázaru vybudována vizigótská pevnost. Po dobytí Hispánie Umajjovci byli Vizigótové vyhnáni a emirové z Umajjského chalífátu z Damašku pevnost přestavěli. Roku 747 vypuklo rozsáhlé povstání iniciované šíity, které způsobilo pád dynastie Umajjovců a přivedlo k nejvyšší moci v chalífátu Abbásovce. Přeživší člen Umajjské dynastie Abd ar-Rahmán I. utekl do Córdoby. Jeho nástupci založili nezávislý chalífát Córdoba a použili Alcázar jako svůj palác. Město rozkvétalo jako klíčové politické a kulturní centrum a Alcázar byl rozšířen do velmi rozsáhlého a široce využívaného prostoru s lázněmi, zahradami a největší knihovnou na Západě. Vodní mlýny na nedaleké řece Guadalquivir byly používány k zalévání zahrad. 
V roce 1236 během reconquisty křesťanské síly dobyli Córdobu. V roce 1328 začal Alfons XI. Kastilský budovat dnešní stavbu na části pozemku steré pevnosti. Jiné části maurského Alcázaru byly darovány jako kořist biskupovi, šlechtici Řádu calatravských rytířů (Order of Calatrava). Alfonsova přestavba zachovala jen část maurských ruin. Styl přestavby je spíše islámský, vzhledem k tomu, že Alfonso použil mudéjarský styl. Mudéjarská architektura vznikla spojením křesťanské evropské architektury s prvky islámského stavitelství a umění. 
Alcázar byl zapojen do občanské války, kde Jindřich IV. Kastilský čelil povstání, které podporovalo jeho dospívajícího nevlastního bratra Alfonsa. Během války byly obranné prostředky Alcázaru modernizovány, aby odolaly vojsku nově vybavenému střelným prachem. Současně byla postavena hlavní věž Alcázaru, nyní známá jako věž inkvizice. 
Jindřichovi nástupci Isabela Kastilská (1451 – 1504) a její manžel, Ferdinand II. Aragonský (1452 – 1516) použili Alcázar jako jeden z prvních stálých tribunálů španělské inkvizice a jako ústředí pro svou kampaň proti Nasridské dynastii v Granadě, posledním zbývajícím maurském království na Pyrenejském poloostrově. Nasridská dynastie (arabština: بنو نصر banū Naṣr nebo banū al-Aḥmar) byla poslední arabská muslimská dynastie v Iberii, která ovládala emirát z Granady od roku 1230 do roku 1492. Inkvizice začala používat Alcázar jako jedno ze svých ústředí v roce 1482, přeměnila mnoho z původních budov včetně arabských lázní, na mučicí a vyšetřovací komory. Inkvizice zde trvala tři staletí. Abú Abdalláh Muhammad XII. (kolem 1460 – kolem 1530) Španěly zvaný Boabdil zde byl držen v roce 1483, dokud neslíbil, že Granada se poddá španělským křesťanským vládcům. Když Boabdil v roce 1489 odmítl odevzdat své království, křesťané zahájili útok. Isabelina s Ferdinandova kampaň proti Granadě uspěla v roce 1492. V témže roce se monarchové setkali s Kryštofem Kolumbem v Alcázaru, když se připravoval na první cestu do Ameriky.
Alcázar sloužil jako posádka vojsk Napoleona Bonaparta v roce 1810. V roce 1821 se Alcázar stal vězením. Nakonec španělská vláda učinila Alcázar turistickou atrakcí a národní památkou v roce 1950.

## Exteriér

### Věže
Venkovní plocha Alcázaru se nachází ve stěnách čtyř věží (Paloma, Leones, Homenaje a Inquisición), což vytváří téměř čtvercový tvar budovy.
- La torre del Homenaje V severovýchodním rohu se nachází věž pocty (La torre del Homenaje), osmihranného tvaru. Věž byla dříve známá jako Hodinová věž (Torre del Reloj), díky jejímu názvu hodinám, které byly dříve domem uvnitř.
- La torre de los Leones V severozápadním rohu se nachází Lví věž (La torre de los Leones), čtvercového tvaru. Dveře k základně této věže se v současné době používají jako vstup do Alcázaru. Jedná se o nejstarší dosud stojící věž, pocházející z 13. století a je pojmenována podle chrliče ve tvaru lvů, které se nacházejí na nejvyšší části věže. Věž má dvě patra; v přízemí je recepce, v patře je kaple San Eustaquio (La Capilla de San Eustaquio), která sloužila jako kaple pro katolické krále.
- La torre de la Inquisición V jihozápadním rohu se nachází Věž inkvizice (La torre de la Inquisición). Věž má kruhový tvar. Její jméno je odvozeno ze skutečnosti, že po staletí byly ve věži umístěny archivy tribunálu svaté inkvizice (Tribunal de la Santa Inquisition). Místo bylo také známé jako Tower of the Gardens (Torre de los Jardines), Věž zahrad.
- La torre de la Paloma V jihovýchodním rohu se nachází Věž holubice (La torre de la Paloma). Věž je čtvercového tvaru. Původní věž byla zbořena v polovině 19. století, stávající věž je rekonstrukcí, která se datuje do druhé poloviny 20. století. To bylo také známé jako Věž svíčky (Torre de la Vela).

## Interiér

### Síň mozaiky (Salón de los Mosaicos)
Hlavní sál stavby, postavený v 18. století, je označován jako Mozaiková síň, vzhledem k impozantním mozaikové výzdobě v hale. Mozaiky byly objeveny na náměstí Corredera (Plaza de la Corredera) koncem padesátých let a byly součástí římského cirkusu, stejně jako sarkofág z 3. století. Sál je v současné době velmi vyhledávaným místem pro uzavření občanského sňatku mnoha obyvatel Córdoby. Pod současným podlažím haly je stále možné objevit pozůstatky, které jsou považovány za zbytky královské lázně, kterou používali vysocí hodnostáři během muslimské éry.

### Dvůr Moriscos (Patio Morisco)
Na západní straně Alcázaru se nachází nádvoří Moriscos, známé také jako nádvoří Mudejar. Nádvoří je čtvercového půdorysu a je obklopeno klenutými terasami s výjimkou západní strany. Na této straně patia je zeď spojující Lví věž s Věž inkvizice. Zde je také možný přístup do zahrad Alcázaru (Jardines del Alcázar). V patiu je vodní fontána umístěná mezi dvěma rybníky.

### Nádvoří žen (Patio de las mujeres)
Na východní straně Alcázaru se nachází nádvoří žen, také nazývané východní nádvoří. Své jméno získalo nádvoří v době, kdy byl Alcázar používán jako vězení, přičemž toto nádvoří bylo místem, kde se nacházelo ženské oddělení věznice. Na tomto nádvoří se nachází mnoho archeologických pozůstatků z různých konstrukčních fází Alcázaru, stejně jako pozůstatky bývalých budov, římské castellum a Andaluský Alcázar.

### Recepční sál (Sala de recepciones)
Recepční hala, známá také jako Síň oceánu (Ocean Hall) je čtvercová místnost vedle Mozaikové síně. V jedné ze stěn je římská mozaika, věnovaná Bohu oceánu. Je zde také čestné sídlo starého kapitulního sboru datované do 17. století.

### Královské lázně Doni Leonory (Baños reales de Doña Leonor)
Královské lázně byly postaveny v roce 1328 králem Alfonsem XI. Kastilským. Byly rozděleny do čtyř místností: šatny, chladné místnosti, pokoje s mírnou teplotou a horké místnosti. Své jméno lázně dostaly podle královské milence Eleonoře z Guzmánu, pro jejíž potěšení byly královské lázně postaveny.

## Zahrady Alcázaru (Jardines del Alcázar)
Starý sad Alcázar byl přeměněn na impozantní plochu o rozloze 55 000 m² nádherných zahrad s mnoha rostlinnými druhy včetně palem, cypřišů, pomerančovníků a citroníků,obklopujících řadu elegantních fontán a rybníků. Zahrady jsou strukturovány do třech úrovní: horní zahradu, střední zahradu a spodní zahradu.
Královská procházka (El paseo de los reyes) je procházka mezi řadou cypřišů a cesta se rozděluje na dvě cesty mezi dvěma rybníky. Na této procházce je několik soch králů, kteří postavili Alcázar. Sochy jsou umístěny na podstavcích mezi živými ploty.